# Ulhówek
Ulhówek è un comune rurale polacco del distretto di Tomaszów Lubelski, nel voivodato di Lublino.
Ricopre una superficie di 146,55 km² e nel 2004 contava 5 300 abitanti.